# Alchemilla dendroidea
Alchemilla dendroidea é uma espécie de rosácea do gênero Alchemilla, pertencente à família Rosaceae.